# Johann Nikolaus von Dreyse
Johann Nikolaus von Dreyse (Sömmerda, Arcebispado de Mogúncia, 20 de novembro de 1787 — Sömmerda, Prússia, 9 de dezembro de 1867), foi um inventor e fabricante alemão de armas de fogo.

## Biografia
Filho de um ferreiro, trabalhou em Paris de 1809 a 1814, na fábrica de Jean-Samuel Pauly, um suíço que projetou diversos rifles experimentais de carregamento pela culatra.
Quando retornou para Sömmerda, em 1824, fundou uma empresa para fabricar espoletas, na qual, depois, projetou o fuzil de agulha. A munição para o fuzil era feita de cartuchos de papel que continham o projétil na extremidade. Durante a percussão, a agulha do fuzil penetrava na carga de pólvora antes de disparar o tiro.
Von Dreyse adquiriu fama por apresentar o Fuzil Dreyse em 1836 ao exército prussiano, e que foi adotado para o serviço em dezembro de 1840 como "Leichte Perkussions-Gewehr M 1841" ("Fuzil de percussão leve-Arma M 1841") - um nome deliberadamente escolhido para enganar sobre o mecanismo do rifle - mais tarde renomeado "Zündnadelgewehr" M 1841 ("Arma de agulha M 1841") em 1855.
O fuzil Dreyse foi a arma padrão da infantaria prussiana durante toda a Guerra Austro-prussiana, na Batalha de Königgrätz e na Guerra Franco-Prussiana. Além disso na Guerra contra Rosas, durante a Batalha de Monte Caseros, os fuzis foram utilizados pelos mercenários Brummer, graças ao que o Brasil conseguiu uma fundamental vitória. O fuzil Dreyse foi deixando de ser usado devido à ascensão do fuzil Mauser nas décadas de 1870 e 1880, com o advento do Mauser Model 1871 e seus sucessores.

## Galeria

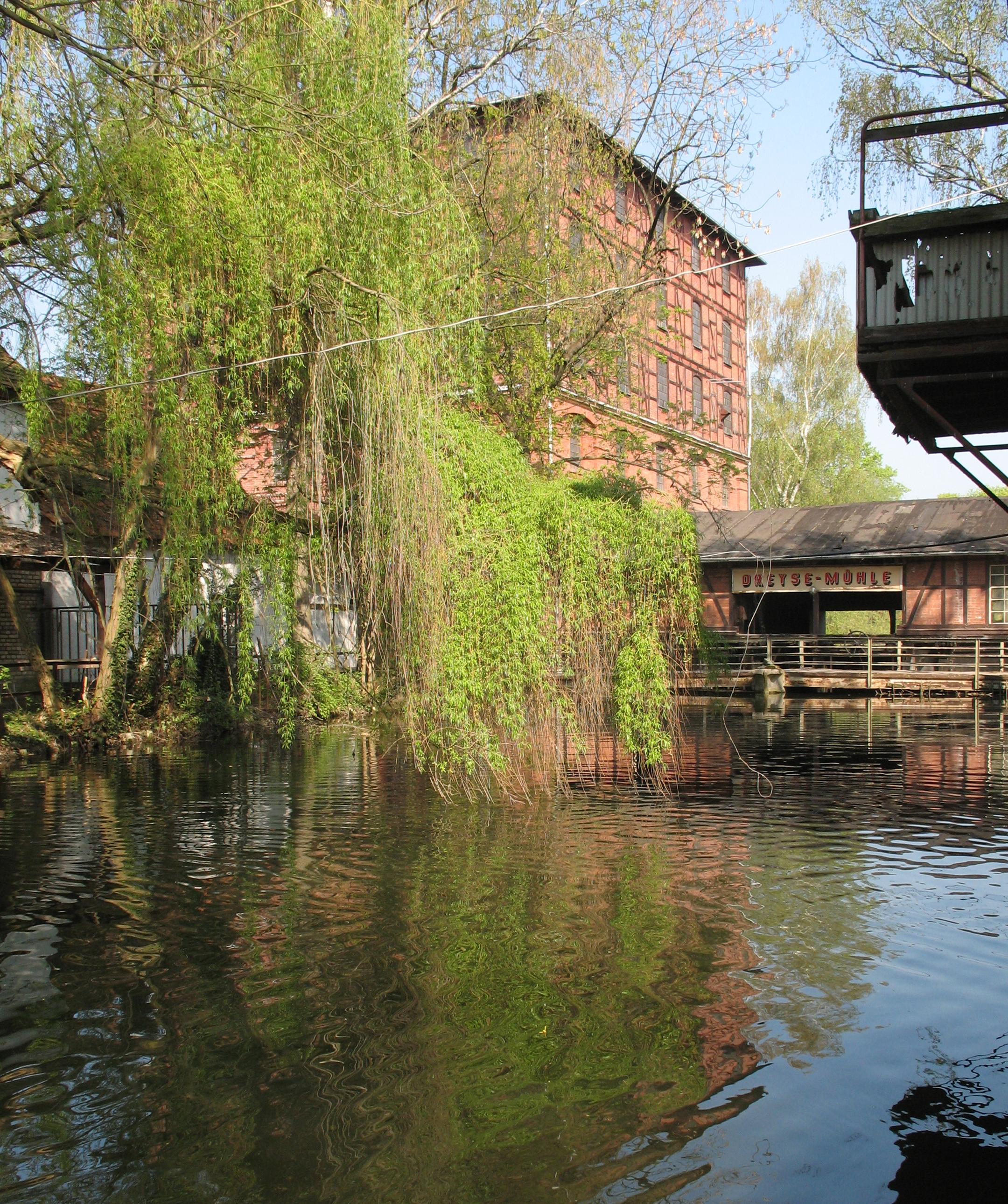
Moinho de Dreyse em Sömmerda
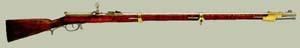
Dreyse "Zündnadelgewehr"/Prussian Model 1841
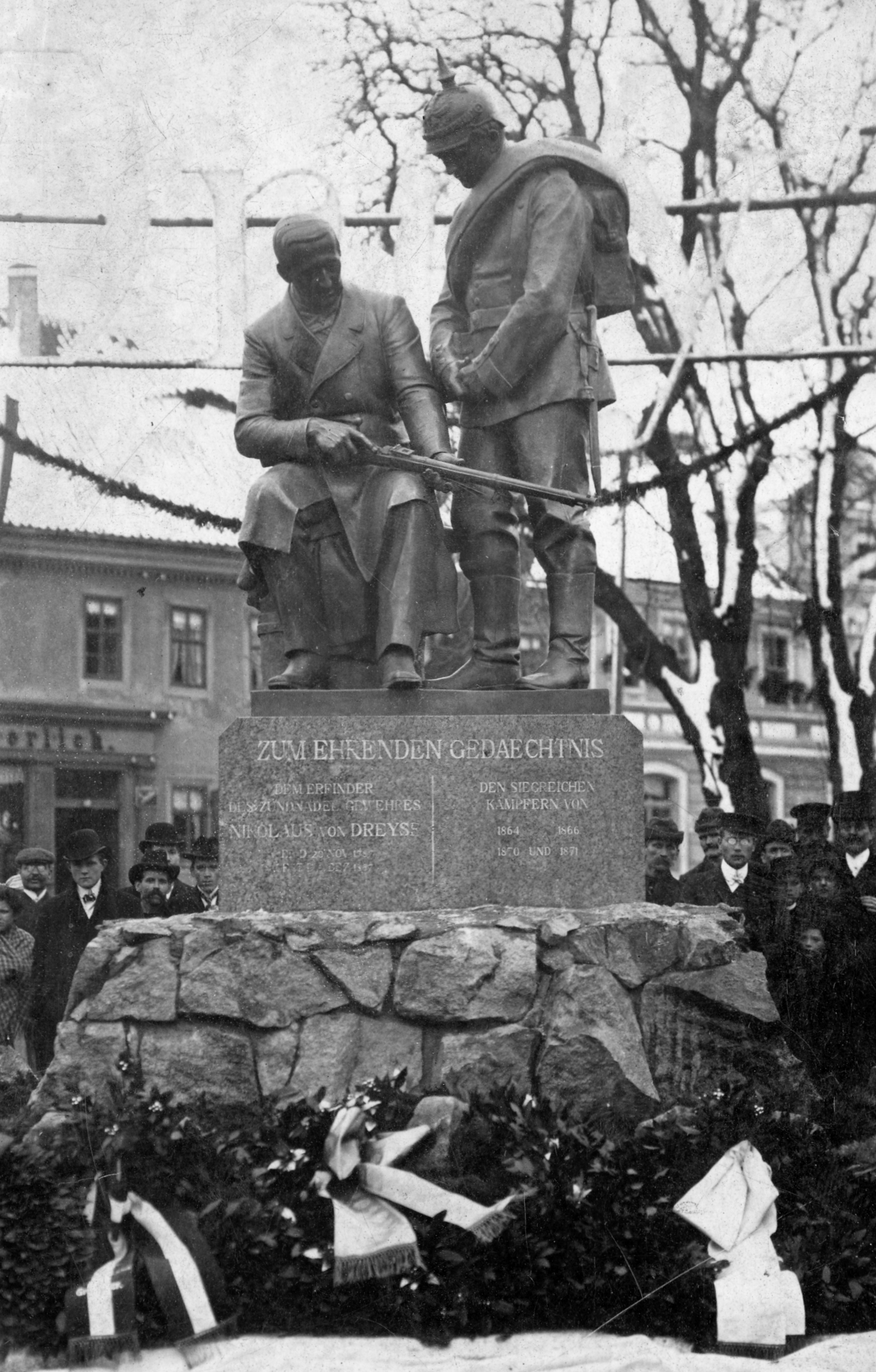
Inauguração do "Dreyse Memorial" em Sömmerda, 1909